# Пашмина
Пашми́на (от перс. پشمینه‎ pašmine — шерстяной) — тонкая, мягкая, тёплая ткань, получаемая из пуха (подшёрстка) кашмирских горных коз, или как их ещё называют «кашемировых» коз (один из видов Capra hircus). Это элитный 100 % кашемир высшего качества (маркируют как 100 % кашемир в европейских странах и пашмина — в азиатских).
Родиной кашемировых коз являются Гималаи, преимущественно регион Ладакх (Малый Тибет). На высоте около 4500 метров, где обитают эти животные, очень суровый климат, благодаря которому у кашемировых коз такой тонкий, лёгкий и тёплый пух. Изделия из него — приятны на ощупь, лёгкие, тонкие (например, человеческий волос имеет толщину около 50 микрон, а волокно из пашмины около 13—14 микрон). Интересно, что таким пухом могут похвастаться только козы, обитающие в Гималаях: северные регионы Индии (Кашмир), Китая (Тибет), Непала и Пакистана (Аза́д-Кашми́р).
Предпринимали многочисленные попытки разводить кашемировых коз в других, традиционных местах разведения овец и коз: Шотландии, Австралии, Новой Зеландии. Однако, в тёплом климате пух этих уникальных животных терял свои ценные качества, официально установлено, что чем сложнее климат, тем качественнее пух кашемировых коз.
Единственным местом, где удалось разведение этих животных без сильной потери в качестве пуха была пустыня Гоби (Монголия), с её резко континентальным климатом. Именно там сегодня производят около 80 % мирового кашемира. Однако, пух кашемировых коз, которых разводят в Монголии — более низкого качества, поэтому «пашминой» его назвать нельзя.
Для сравнения, из общего мирового количества произведённого кашемира только 7 % приходится на пашмину.

## Изготовление
Пух кашемировых коз собирают только весной и прядут вручную. Одна коза даёт около 100—150 грамм/год пуха, что очень мало, если сравнивать, например, с оренбургской козой (400—700 грамм/год) или иными породами. А после очистки и обработки его остаётся всего лишь 50—80 грамм. Для примера, при изготовлении одной шали необходим пух, вычесанный с 4-х коз.
Пух предварительно разбирают, сортируют по качеству волокон и чистят в смеси риса и воды для удаления загрязнений. Далее его скручивают в волокна, нити с помощью ручной прялки — очень трудоёмкий процесс, требующий большого опыта, ловкости рук и терпения. Скручивание занимает в среднем 15 дней. Получившаяся пряжа пашмины — слишком тонкая и нежная для промышленного, машинного производства, поэтому ткут её, как и 500 лет назад, вручную, на деревянных станках с ножным приводом. По традиции, край изделия из пашмины специально не обрабатывают, чтобы было видно что соткано вручную. Текстильный процесс сам по себе — очень сложен, опыт передают в семье из поколения в поколение. Для того чтобы соткать одну шаль, необходимо затратить от 8 дней до месяца, в зависимости от размера и сложности рисунка изделия. Перечисленные трудозатраты составляют основу себестоимости пашмины, которая, по результатам исследований Стивена Карлсона, автора ряда книг о пашмине, начинается от 70 долларов США.

## Пашмина — другое название кашемира?
Пашмина — это материал из 100 % пуха кашемировых коз без каких-либо добавок шерсти и иных материалов. Именно изделия 100 % пуха кашемировых коз в Индии (Кашмир), Китае (Тибет), Непале и Пакистане (Аза́д-Кашми́р) традиционно называют «пашмина». Можно сказать, что пашмина — это элитный кашемир высшего качества.
Натуральный кашемир, в свою очередь, также ткут из пуха кашемировых коз, но с добавлением небольшого количества переходного волоса этих же коз, причём по стандартам разных стран, переходный волос может составлять от 20 до 40 %. Поэтому кашемир (особенно монгольский) — более толстый и грубый, чем пашмина, его толщина (тоннина) начинается от 17—19 микрон, в то время как толщина волокон пашмины составляет 13—16 микрон.

## Галерея

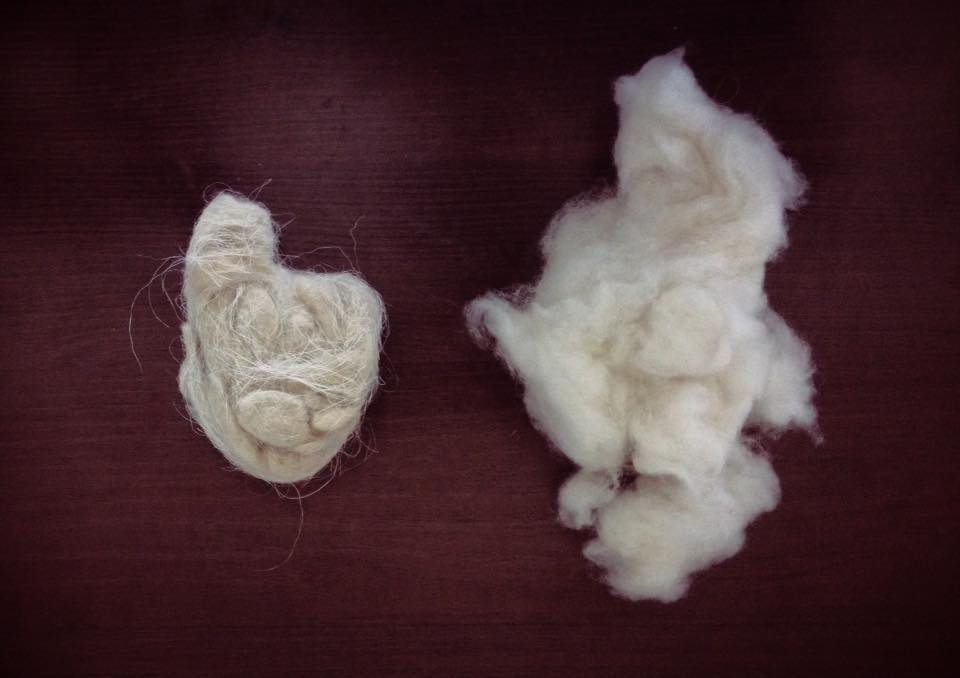
Сырая (слева) и очищенная (справа) кашемировая шерсть пашмины
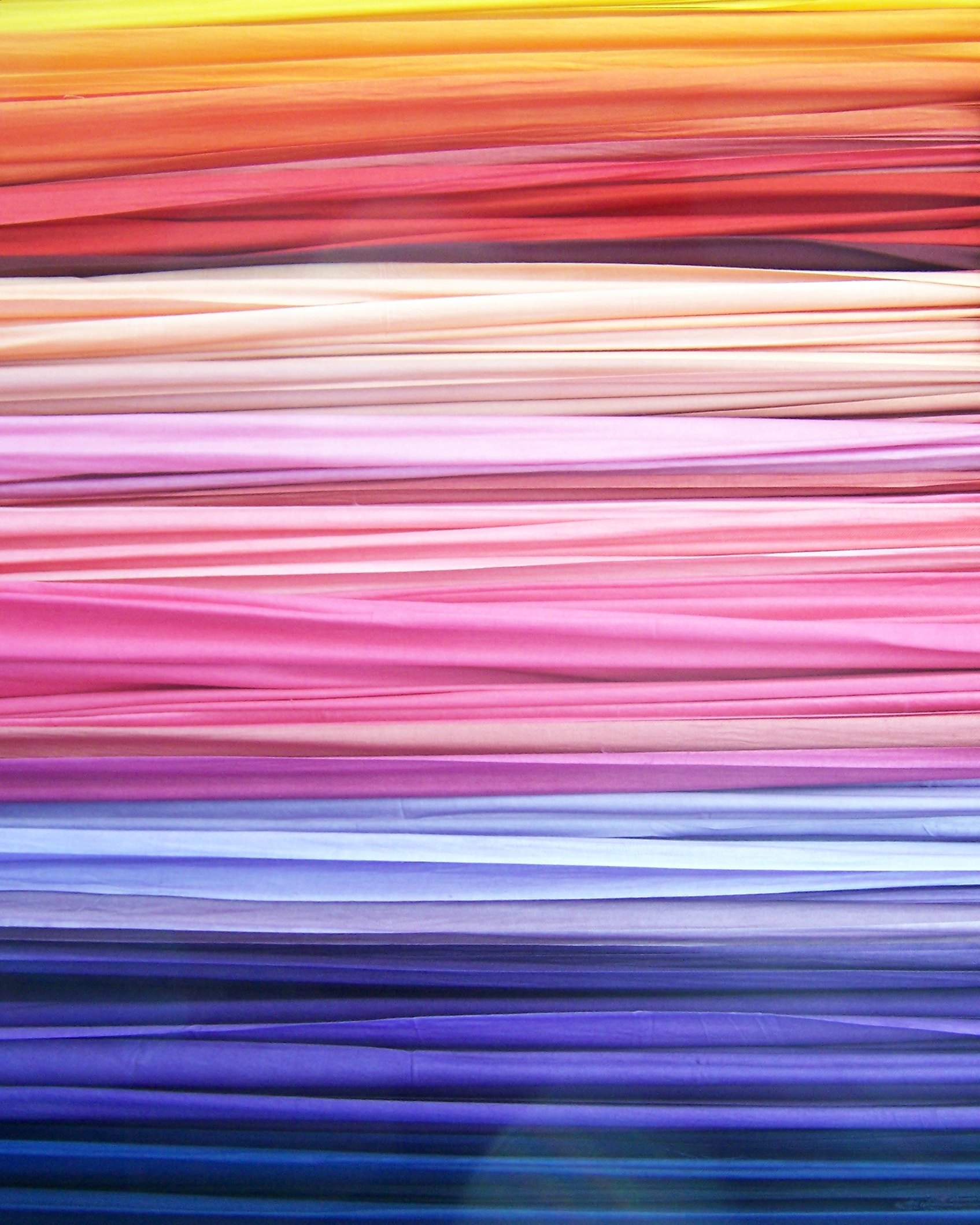
Стек пашминовой ткани
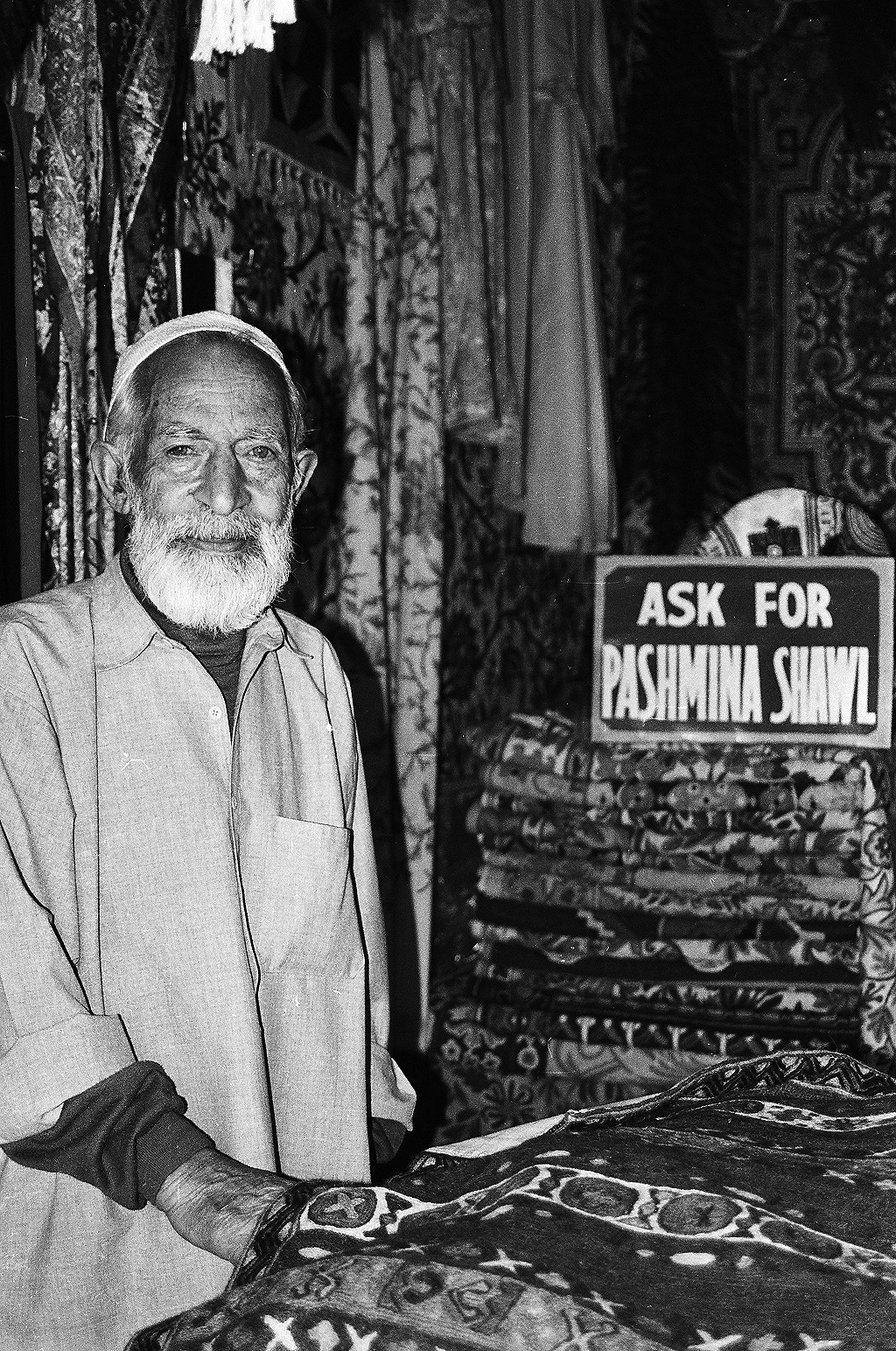
Кашмирский мужчина продает пашминовую шаль из Кашмира на рынке в Дели, Индия